# 凪待ち
『凪待ち』（なぎまち）は、2019年6月28日公開の日本映画。監督は白石和彌、主演は香取慎吾。PG12指定。
人生につまづいた男がパートナーの女性とその娘とともに再出発を図るが、やがて取り返しのつかない事態を招いてしまう姿を描く。
映画の舞台は宮城県石巻市で、撮影は2018年6月から7月にかけて行われた。

## ストーリー
ギャンブル好きの郁男はリストラで印刷所を解雇される。それを機に、郁男は、恋人亜弓の故郷の実家に、亜弓とその娘・美波と移り住む。そこで、亜弓の父・勝美の友人、小野寺の周旋で印刷所に職を得た郁男は、ギャンブルからも足を洗い、まっとうな生活に戻るかと思われたが、職場の仲間が通うノミ屋にまた通い始める。郁男がまたギャンブルにのめりこみ始める中、亜弓と美波が親子喧嘩をする。飛び出したとき、美波の帰りが遅くなり、心配した亜弓郁男は、美波を捜すが美波への対応について、そこでいさかいを起こし、離れ離れになってしまう。やっと美波を探し当てた郁男だったが、同じとき、亜弓は何者かによって殺されていた。犯人と疑われた郁男は、職場の仲間ともめて会社も解雇されてしまう。自暴自棄になった郁男はさらに借金でギャンブルを続けるが負け続ける。そんな郁男に、漁師の勝美は自分の船を売って作った金を渡して「この金で身辺をきれいにしろ！」という。しかし、その金までギャンブルにつぎ込み無一文になってしまう郁男。祭りの夜、泥酔した郁男は、町のごろつきに半殺しの目にあうが、そこを小野寺に救われる。小野寺の職場で働き始めた郁男だったが、そのころ亜弓殺害の犯人が判明する。

## キャスト
- 木野本郁男 - 香取慎吾
- 昆野美波（亜弓の娘） - 恒松祐里
- 昆野亜弓（郁男のパートナー） - 西田尚美[4]
- 昆野勝美（亜弓の父） - 吉澤健
- 村上竜次（亜弓の元夫） - 音尾琢真[4]
- 小野寺修司（製氷工場の社員） - リリー・フランキー[4]
- 蝦名政則（刑事） - 三浦誠己
- 穀田剛（暴力団組員） - 寺十吾
- 石母田翔太（美波の同級生） - 佐久本宝
- 菊田忠夫（印刷会社の社長） - 田中隆三
- 尾形大輔（印刷会社の従業員） - 黒田大輔
- 新沼健人（印刷会社の従業員） - 鹿野浩明
- 西條翼（暴力団組員） - 奥野瑛太
- 軍司知彦（暴力団組長） - 麿赤兒
- 熊谷義則（勝美の友人） - 不破万作
- 渡辺健治（郁男の元同僚） - 宮崎吐夢

## スタッフ
- 監督：白石和彌
- 脚本：加藤正人
- 音楽：安川午朗
- 製作総指揮：木下直哉
- プロデューサー：椎井友紀子、赤城聡
- 音楽プロデューサー：津島玄一
- 撮影：福本淳
- 美術：今村力
- 照明：市川徳充
- 録音：浦田和治（J.S.A.）
- 編集：加藤ひとみ
- 音響効果：柴崎憲治（J.S.A.）
- 装飾：京極友良
- 衣装：高橋さやか
- ヘアメイク：有路涼子
- VFXスーパーバイザー：小坂一順
- 助監督：小野寺昭洋
- 制作担当：松田憲一良
- 監督助手：飯島将史、藤居恭平
- 撮影助手：中瀬慧、加藤育
- 撮影効果：高橋智宏
- 照明助手：内田浩策、松本憲人、福島拓矢、西あずさ
- 録音助手：小黒健太郎、岡本祐樹、宮崎花菜
- 美術助手：沖原正純、近藤新太郎
- 装飾助手：小林鉄郎、長滝谷翔
- 持道具：東野敦
- 衣装助手：中西瑛美
- ヘアメイク助手：原口純佳
- 編集助手：中江光太郎
- スクリプター：野村愛
- アクション：吉田浩之
- 制作主任：平野蔵人
- ポスターデザイン：三田和男
- 配給：キノフィルムズ
- 製作：「凪待ち」FILM PARTNERS

## 受賞
- 第74回毎日映画コンクール[5]
  - 助演優秀賞（吉澤健）
  - TSUTAYAプレミアム映画ファン賞（日本映画部門）
- 第93回キネマ旬報ベスト・テン
  - 日本映画監督賞（白石和彌）
  - 読者選出日本映画ベスト・テン 第2位
- おおさかシネマフェスティバル2020（第15回）
  - 日本映画作品賞ベストテン 第6位
  - 新人女優賞（恒松祐里）
- 第41回ヨコハマ映画祭
  - 日本映画ベストテン 第11位

## 小説
脚本の加藤正人によるノベライズが光文社文庫から発売された。
- 凪待ち（2020年2月5日、加藤正人）ISBN 978-4-334-77977-1